# Tenthredopsis
Genre
Tenthredopsis est un genre d'insectes hyménoptères de la famille des Tenthredinidae.